# Гамм, Александр Зельманович
Александр Зельманович Гамм (9 октября 1938 года, Волгоград, РСФСР, СССР — 26 октября 2021 года, Иркутск, Россия) — советский и российский учёный-физик, лауреат премии имени Г. М. Кржижановского (1966). 

## Биография
Родился 9 октября 1938 года в Волгограде в семье Зельмана Абрамовича Гамма и Ревекки Израилевны Бухбиндер. 
В 1961 году окончил Новосибирский электротехнический институт.
Некоторое время поработав в транспортно-энергетическом институте, перешёл на работу в Сибирском энергетическом институте, где работал заведующим лабораторией института, а также преподавал в ИрГТУ.
С 1970 года разрабатывал статистические методы оценивания состояния ЭЭС. На его счету теория наблюдаемости ЭЭС, и на её основе методы синтеза систем сбора данных для АСДУ. Эти работы признаны пионерными в России и мировой практике. 
Член спецсовета по защите докторских диссертаций при Институте систем энергетики.
Автор более 160 печатных трудов, а также 16 монографий.
Скончался 26 октября 2021 года, похоронен в Иркутске.

## Награды
- Премия имени Г. М. Кржижановского (1966, совместно с Л. А. Круммом, И. А. Шером) - за цикл работ в области теории и методов управления процессами в объединённых электроэнергетических системах в нормальных условиях работы
- Государственная премия СССР (1986, в составе группы учёных) — за разработку теории и методов управления режимами систем и их применение в АСДУ ЕЭС СССР
- Заслуженный деятель науки Российской Федерации (1998)
- Медаль «В ознаменование 100-летия со дня рождения Владимира Ильича Ленина» (1970)
- Медаль «Ветеран труда» (1986)